# エマ・リグビー
エマ・リグビー（Emma Catherine Rigby、1989年9月26日 - ）は、イギリスの女優。

## 出演作品
- 悪の法則 (トニーの彼女)
- ワンス・アポン・ア・タイム・イン・ワンダーランド (赤の女王)
- 千年医師物語 〜ペルシアの彼方へ〜